# 금의
금의(琴儀, 1153년 ~ 1230년)는 고려의 문신이다. 본관은 봉화(奉化)이며, 삼한공신(三韓功臣) 금용식(琴容式)의 후손이다. 벽상공신(壁上功臣)에 녹훈되고, 수태보(守太保), 문하시랑동중서문하평장사(門下侍郎同中書門下平章事), 판이부사(判吏部事)에 이르렀다. 금의는 사람을 대할 때 면전에서 거리낌 없이 허물을 꾸짖었으므로 그를 싫어하는 사람이 많았으나, 여러 차례 공거(貢擧)를 맡아 많은 명사(名士)를 선발하였다. 문장에 뛰어나 『한림별곡(翰林別曲)』에는 금학사(琴學士)라 일컬었다. 시호는 영렬(英烈)이다.

## 생애
초명은 금극의(琴克儀)로 본래 봉화현(奉化縣) 사람인데, 뒤에 김포(金浦)를 본적(本籍)으로 하사받았다.
체격은 훤칠하고 용모가 뛰어났으며, 기국은 웅대하고 도량은 훌륭한 데다 어려서부터 힘써 공부하여 글을 잘 지었지만 여러 번 과거에 급제하지 못하였다. 청도감무(淸道監務)로 나가서는 강직함을 굽히지 않으니 철태수(鐵太守)라 불렸다.
1184년(명종(明宗) 14년) 과거에 장원으로 급제하여 내시(內侍)가 되었다. 최충헌(崔忠獻)이 국정을 담당하면서 문사(文士)를 구하자 이종규(李宗揆)의 천거로 발탁되어 화요(華要)의 직을 지냈다.
고려 신종(神宗) 때 상서우승 우간의대부 태자찬선대부(尙書右丞 右諫議大夫 太子贊善大夫)로 제배되었다. 금의가 일찍이 두 학사와 세 대부를 겸대(兼帶)하자 세상 사람들은 영예롭다 하였다. 집정자의 뜻을 거슬러서 장작감(將作監)으로 좌천되었으나 다시 좌간의대부(左諫議大夫)로 제배되었다.
1208년(희종(熙宗) 4년) 우부승선(右副承宣)으로 과거를 맡아 황보관(皇甫瓘) 등을 선발하였다. 황보관 등이 최충헌을 알현하자 최충헌이 따라온 방상(坊廂)에게 은병(銀甁) 각 1개씩을 주었고, 최이(崔怡) 또한 은병을 주었다. 또 왕을 알현하니 친히 술과 과일을 내려주고 이내 각 방상들이 하는 노래와 연주를 관람한 후 황보관 등 7인을 내시에 소속토록 하였다. 금의가 오랫동안 최충헌과 가까웠기 때문에 이와 같이 후한 예로 대접한 것이다. 이어 지주사 지이부사(知奏事 知吏部事)를 지냈다. 금의가 오래도록 요직을 맡아 아뢰거나 대답하는 것이 칭찬할만 하자 왕이 의지하면서 중히 여겼다. 금의가 자못 권세를 믿고 교만 방자하자, 황보관은 금의가 직숙(直宿)하는 곳으로 찾아가서 시를 지어 벼슬에서 물러나길 풍자하였다. 금의가 최충헌에게 고하여 황보관을 섬으로 유배하였다.
1211년 강종(康宗)이 즉위하자 금(金)에서 책명(冊命)하는 사신을 보내왔는데, 금의 사신이 의봉문(儀鳳門) 정문으로 들어오려 하자 조정에서는 의논하여 수긍하지 않았다. 서로를 힐난하는 말이 반복되자 왕이 금의에게 그들을 회유하도록 명하였다. 금의가 "천자의 천하 순수(巡狩)는 예로부터 행한 바 있는데, 만약 대국(大國)에서 소국(小國)으로 왕림한다면 어느 문으로 들어오는 것이 마땅하겠습니까?"라고 묻자, 금의 사신이 "천자가 출입할 때 중문(中門)을 버려둔다면 어디겠소?"라고 답하였다. 금의가 "그렇다면 신하된 자가 군주가 다니는 정문으로 들어오려 하는 것이 옳은 일이겠습니까?" 반문하니, 금 사신이 크게 탄복하고, 이윽고 서문(西門)으로 들어왔다. 이에 왕이 기뻐하여 금의는 첨서추밀원사(簽書樞密院事) 좌산기상시(左散騎常侍) 한림학사승지(翰林學士承旨)에 올랐다.
1215년(고려 고종(高宗) 2년) 정당문학 수국사(政堂文學 修國史)로 제배되었다가 곧 수태위 중서시랑평장사(守太尉 中書侍郞平章事)가 되었다. 1218년(고종 5년)에 문하시랑평장사(門下侍郞平章事)가 되었다. 어느 날 팔관회(八關會) 때 어사대(御史臺)의 이속(吏屬)이 어떤 일로 대정(隊正)의 멱살을 잡고 모욕하니, 군장(軍將)들이 고함을 치며 기왓장과 돌을 어사대의 장막으로 던졌다. 던진 돌 하나가 재상들의 장막을 지나가자 금의가 크게 노하여 뜰에 내려와 서더니 화난 소리로 말하길, "너희들이 군신(君臣)이 대회(大會)하는 자리에서 감히 이럴 수가 있느냐? 정말 난리를 칠 것이라면 먼저 이 늙은이부터 죽여라."라고 꾸짖자 소란이 사라졌다.
수태보 문하시랑 동중서문하시랑평장사 판이부사(守太保 門下侍郞 同中書門下侍郞平章事 判吏部事)가 더해졌다. 1220년(고종 7년)에 나이를 들어 은퇴를 간청하자 벽상공신(壁上功臣)을 더하고 치사(致仕)하였다. 금의는 거문고와 바둑을 즐기다가 1230년(고종 17년)에 나이 78세로 졸하였다. 왕이 부음을 듣고 깊이 슬퍼하면서 유사(有司)에 명하여 상장례(喪葬禮)를 치르게 했으며, 시호를 영렬(英烈)이라 하였다.

## 가계
- 조부 - 검교태자소보(檢校太子少保)
  - 아버지 - 상서좌복야(尙書左僕射)
- 외조부 : 이천 서씨(利川徐氏) 서숙(徐淑)
  - 어머니 : 이천군대부인(利川郡大夫人)
    - 부인 : 추밀원사(樞密院使) 김광식(金光軾)의 딸
      - 아들 : 금기(琴耆) - 호부원외랑(員外郞)
      - 아들 : 금규(琴揆) - 공부원외랑(員外郞)
      - 아들 : 금휘(琴暉) - 좌우위(左右衛) 대장군(大將軍)
      - 아들 : 금희(琴禧) - 합문지후(閤門祗侯)
      - 아들 : 금기(琴祺) - 잡직서령(雜織署令)
      - 장녀 사위 : 윤유효(尹惟孝) - 내시(內侍)·보승군(保勝軍) 중랑장(中郎將)
      - 차녀 사위 : 이덕재(李德載) - 호부낭중(戶部郎中)
      - 삼녀 사위 : 함경균(咸景均) - 합문지후